# Portalia uljanishcheviana
Portalia uljanishcheviana — вид грибів, що належить до монотипового роду  Portalia.